# کلنتونی ایرلی
کلنتونی ایرلی (انگلیسی: Cleanthony Early؛ زادهٔ ۱۷ آوریل ۱۹۹۱) بازیکن بسکتبال اهل ایالات متحده آمریکا است.
از باشگاه‌هایی که در آن بازی کرده‌است می‌توان به نیویورک نیکس اشاره کرد.